# Griffin a Phoenixová
Griffin a Phoenixová (v anglickém originále Griffin & Phoenix) je americký romantický film z roku 2006. Režisérem filmu je Ed Stone. Hlavní role ve filmu ztvárnili Amanda Peet, Dermot Mulroney, Sarah Paulsonová, Blair Brown a Alison Elliott.

## Obsazení
| Amanda Peet      | Phoenixová   |
| Dermot Mulroney  | Griffin      |
| Sarah Paulsonová | Peri         |
| Blair Brown      | Eve          |
| Alison Elliott   | Terry        |
| Lois Smith       | Dr. Imberman |
| Jonah Meyerson   | Kirk         |
| Max Morris       | Andrew       |
| Simon Jones      | profesor     |